# لنپومسینت
لنپومسینت (به انگلیسی: Llanpumsaint) یک منطقهٔ مسکونی در بریتانیا است که در کارمارتنشر واقع شده‌است. لنپومسینت  ۵۹۵ نفر جمعیت دارد.